# Биссенхофен
Биссенхофен (нем. Biessenhofen) — община в Германии, в земле Бавария. 
Подчиняется административному округу Швабия. Входит в состав района Восточный Алльгой. Подчиняется управлению Биссенхофен.  Население составляет 3981 человек (на 31 декабря 2010 года). Занимает площадь 27,02 км².